# La meva mare és una goril·la
La meva mare és un goril·la (i què passa?) (originalment en suec, Apstjärnan) és una pel·lícula d'animació del 2021, dirigida per Linda Hambäck. Va ser guanyadora del premi Michel a la millor pel·lícula infantil i juvenil, al Festival de Cinema d'Hamburg de 2021. Va estar nominada al premi del Cinema Europeu a la millor pel·lícula animada d'aquell any.
El 21 de gener de 2022 es va estrenar als cinemes el doblatge en català.

## Sinopsi
No hi ha res que la Jana desitgi més que una mare. Els seus vuit anys de vida els ha viscut a l’orfenat La Ginesta. Un dia, d’un Volvo Amazon atrotinat, en surt una goril·la, que tria la Jana per viure amb ella. La Jana marxa amb la goril·la i ben aviat s'adonen que tenen moltes coses en comú. Però, malauradament, i tot just quan comencen a estimar-se, el govern municipal les amenaça de tornar la Jana a l'orfenat.